# S'il suffisait d'aimer (chanson)
Pour les articles homonymes, voir S'il suffisait d'aimer et S'il suffisait d'aimer (téléfilm).
Singles de Céline Dion
I'm Your Angel (en)
(1998) On ne change pas
(1999)
S'il suffisait d'aimer est le deuxième single de Céline Dion tiré de l'album éponyme. Il sort le 23 novembre 1998 dans certains pays francophones où il rencontre le succès, devenant le single le plus vendu de l'album. Le titre est écrit et produit par Jean-Jacques Goldman.La chanson "Si l'était suffisant d'aimer" des Poppys a été écrite par André Salvet, avec une musique composée par Raymond Bernard. Elle a été popularisée par le groupe dans les années 1970.

## Histoire et sortie
S'il suffisait d'aimer dort dans le carton à chansons de Jean-Jacques Goldman depuis la fin des années 1970. Goldman sait à quel point la voix de Céline Dion peut sublimer ce texte inspiré d'une phrase d’Albert Camus : « S'il suffisait d'aimer, les choses seraient trop simples ».
Le clip live de S'il suffisait d'aimer est réalisé par Yannick Saillet lors de la tournée Let's Talk About Love de 1998. Il est gravé plus tard sur le DVD On ne change pas de Céline Dion. Une deuxième version du clip a été mis en ligne 4 septembre 2020 qui contient les images de l'enregistrement de l'album du même nom.
Le single sort dans certains pays européens, devenant no 4 en France, no 6 en Belgique francophone et no 19 en Europe. Il est certifié disque d'or en France et en Belgique.
Une version live de S'il suffisait d'aimer est disponible sur l'album et le DVD Au cœur du Stade. Ce dernier propose également de visionner les coulisses de l'enregistrement de la chanson en bonus. La québécoise l’interprète lors des concerts français de son Taking Chances World Tour en 2008 et 2009, cette performance est incluse dans l'édition française de Taking Chances World Tour: The Concert. S'il suffisait d'aimer est également interprétée lors de sa performance devant les 250 000 spectateurs pour célébrer le 400e anniversaire de Québec, incluse sur le DVD de Céline sur les Plaines en 2008, tout comme lors de la tournée Sans Attendre de 2013 qui est gravée sur le CD / DVD Céline... une seule fois : Live 2013. Elle chante aussi S'il suffisait d'aimer durant sa tournée estivale 2016 et ses concerts français en 2017.
La chanson est disponible sur la compilation On ne change pas en 2005. Josh Groban reprend en 2018 le titre sur son album Bridges (en). Sur l'album 500 Choristes - avec… de 2005, Marilou et les choristes chantent S'il suffisait d'aimer. Vox Angeli, Les Prêtres, Natasha St-Pier, Camille et Julie Berthollet sont d'autres interprètes qui font également des reprises de cette chanson gravées sur albums, ou, pour Boggie, en concert YouTube et en « piano live session » pendant le confinement 2020. En raison du Covid-19, Louis-Jean Cormier et Lara Fabian reprennent S'il suffisait d’aimer à plus de deux mètres de distance pendant le spécial de TVA Une Chance qu'on s'a. Le titre est adapté en cantonais par Joey Yung sur son premier EP EP 1 Joey (en) en 1999 et en allemand par Stephan Runge (de) sur son album Etwas in mir zieht um en 2013.

## Formats et distribution
CD single Europe
1. S'il suffisait d'aimer – 3:35
2. Tous les blues sont écrits pour toi – 4:48

CD single 2 Europe
1. S'il suffisait d'aimer – 3:35
2. I'm Your Angel – 5:31

## Classement
| Classement (1998-1999)                  | Meilleure position |
| --------------------------------------- | ------------------ |
| Belgique (Flandre Ultratop 50 Singles)  | 72                 |
| Belgique (Wallonie Ultratop 50 Singles) | 6                  |
| Europe (European Hot 100 Singles)       | 19                 |
| France (SNEP)                           | 4                  |

## Certification
| Région                                                                                                 | Certification | Ventes/Streams |
| --- | ------------- | -------------- |
| Belgique (BEA)                                                                                         | Or            | 25 000         |
| France (SNEP)                                                                                          | Or            | 263 000        |
| *Ventes selon la certification ^Mise en rayon selon la certification xNon précisé par la certification |               |                |

## Date de sortie
| Pays   | Date             | Format     |
| ------ | ---------------- | ---------- |
| France | 23 novembre 1998 | - CD - DVD |